# Sergej Ivanov (scheidsrechter)
Sergej Sergejevitsj Ivanov (Russisch: Сергей Сергеевич Иванов) (Rostov aan de Don, 5 juni 1984) is een Russisch voetbalscheidsrechter. Hij is in dienst van FIFA en UEFA sinds 2014. Ook leidt hij sinds 2012 wedstrijden in de Premjer-Liga.
Op 24 maart 2012 leidde Ivanov zijn eerste wedstrijd in de Russische nationale competitie. Tijdens het duel tussen FK Krasnodar en Amkar Perm (0–1 voor de bezoekers) trok de leidsman driemaal de gele kaart. In Europees verband debuteerde hij op 17 juli 2014 tijdens een wedstrijd tussen Astana FK en Hapoel Tel Aviv in de tweede voorronde van de UEFA Europa League; het eindigde in 3–0 voor Astana en Ivanov trok drie keer een gele en één keer een rode kaart. Zijn eerste interland floot hij op 18 november 2014, toen Wit-Rusland met 3–2 won van Mexico. Tijdens deze wedstrijd gaf Ivanov vijf kaarten.

## Interlands
| Datum            | Plaats               | Wedstrijd                 | Uitslag | Competitie             | Kreeg geel | Kreeg voor de tweede keer geel en dus rood | Weggestuurd |
| ---------------- | -------------------- | ------------------------- | ------- | ---------------------- | ---------- | ------------------------------------------ | ----------- |
| 18 november 2014 | Barysaw, Wit-Rusland | Wit-Rusland – Mexico      | 3 – 2   | Vriendschappelijk      | 5          | 0                                          | 0           |
| 7 juni 2019      | Riga, Letland        | Letland – Israël          | 0 – 3   | EK 2020 kwalificatie   | 3          | 0                                          | 0           |
| 12 oktober 2019  | Attard, Malta        | Malta – Zweden            | 0 – 4   | EK 2020 kwalificatie   | 4          | 0                                          | 0           |
| 14 november 2020 | Zaprešić, Kroatië    | Azerbeidzjan – Montenegro | 0 – 0   | Nations League 2020/21 | 6          | 1                                          | 0           |
| 30 maart 2021    | Luxemburg, Luxemburg | Luxemburg – Portugal      | 1 – 3   | WK 2022 kwalificatie   | 4          | 1                                          | 0           |
| 4 september 2021 | Helsinki, Finland    | Finland – Kazachstan      | 1 – 0   | WK 2022 kwalificatie   | 4          | 0                                          | 0           |
| 14 november 2021 | Ljubljana, Slovenië  | Slovenië – Cyprus         | 2 – 1   | WK 2022 kwalificatie   | 5          | 0                                          | 0           |

Laatst bijgewerkt op 13 april 2022.